# ほら貝の滝
ほら貝の滝（ほらがいのたき）は、徳島県那賀町にある坂州木頭川の滝。落差は18m。

## 地理
那賀川の支流である坂州木頭川（槍戸川）に注ぎ込む六郎谷に懸かる滝で落差は18m。旧木沢村の剣山と一ノ森の間の深山にある。白い岩壁の裏側を落ちる滝で、滝壺は直径3mほどで深さもある。
名称の由来は、滝がほら貝のように見えるという説と、修験者が修行のため滝の周りでほら貝を吹いていたという二説がある。

## 交通
- JR「徳島駅」より車と登山で約3時間。